# 安赫拉·普马列加
安赫拉·普马列加（西班牙語：Ángela Pumariega，1984年11月12日—），西班牙女子帆船运动员。她曾代表西班牙参加2012年夏季奥林匹克运动会帆船比赛，联同塔玛拉·埃切戈延和索菲娅·托罗获得一枚金牌。